# J. Tobias Anderson
 J. Tobias Anderson (1971 a Göteborg, Suècia) és un videoartista suec, que experimenta amb foudn footage i animació. És conegut per les seves pel·lícules curtes "879" (1998), "My name is Grant" (1999), "879 Colour" (2002) i "Prairie Stop, Highway 41" (2004) totes referides a obres d'Alfred Hitchcock.

## Obres rellevants
- Whereto I Go (2005)
- Chase (2005)
- Prairie Stop, Highway 41 (2004)
- Bodega Bay School (2004)
- State of Fear (2004)
- Sliced Classics (2003)
- Everybody Wants to Be Grant (2002)
- 879 Colour (2002)
- Active Passive Passage Conversation (2000)
- My Name Is Grant (1999)
- 879 (1998)
- He Dies at the End (1997)